# Christopher McQuarrie
Christopher McQuarrie (Princeton, 25 ottobre 1968) è uno sceneggiatore, regista e produttore cinematografico statunitense.
È stato lo sceneggiatore di molti film del regista Bryan Singer, vincendo nel 1996 l'Oscar alla migliore sceneggiatura originale per I soliti sospetti. È noto anche per aver diretto il quinto, il sesto, il settimo e l’ottavo capitolo della serie cinematografica di Mission: Impossible.

## Biografia
Nato e cresciuto nel New Jersey, si trasferisce in Australia una volta terminati gli studi universitari, lavorando come assistente scolastico a Perth. Tornato negli Stati Uniti nove mesi dopo, lavora in un'agenzia investigativa ed è in procinto di entrare nel NYPD quando Bryan Singer, suo amico d'infanzia e compagno di college, gli offre di scrivere la sceneggiatura di quello che sarebbe diventato il suo primo film, Public Access, presentato al Sundance Film Festival del 1993.
I due collaborano nuovamente nel 1995 con un altro film indipendente, il poliziesco I soliti sospetti, per il quale McQuarrie riceve numerosi riconoscimenti tra cui l'Oscar alla migliore sceneggiatura originale. Negli annali del cinema, la sceneggiatura del film e il suo colpo di scena finale sono stati spesso indicati tra i migliori mai realizzati.
Nonostante l'Oscar gli porti notorietà ad Hollywood, McQuarrie realizza presto che non verrà mai preso sul serio dai produttori finché non porterà loro un successo commerciale. Nel 2000 infatti scrive e dirige per la 20th Century Fox il poliziesco Le vie della violenza, che però viene accolto freddamente dai critici e risulta un flop di incassi. McQuarrie stesso si lamenterà della sua esperienza, dichiarando: "mi offrii di dirigere qualsiasi cosa volessero per qualsiasi budget volessero, a patto di avere il completo controllo creativo, e mi risposero di andare a farmi fottere. Niente budget, niente controllo, niente di niente. Alla fine mi presero, ma non accettarono alcun suggerimento da parte mia. Volevano solo avermi". Sempre nel 2000, collabora alla sceneggiatura di X-Men di Singer, pur non venendo accreditato.
Torna a lavorare otto anni più tardi, collaborando nuovamente con Singer nel thriller Operazione Valchiria, ispirato al fallito attentato ad Adolf Hitler di Claus Schenk von Stauffenberg, interpretato nel film da Tom Cruise. Il film risulta uno dei maggiori successi dell'anno, incassando oltre 200 milioni di dollari globalmente e ottenendo recensioni positive.  Nel 2010 crea la serie televisiva Persone sconosciute, di cui scrive l'episodio pilota, e scrive la sceneggiatura del thriller The Tourist, accolto tiepidamente dalla critica ma foriero di oltre 280 milioni di dollari d'incasso.
Nel 2012 torna dietro la macchina da presa con Jack Reacher - La prova decisiva, adattamento dell'omonimo romanzo di Lee Child. Il film, nuovamente con Cruise protagonista, viene ben accolto dal pubblico. L'anno seguente collabora un'ultima volta con Singer nella sceneggiatura del fantasy Il cacciatore di giganti, che si rivela invece un pesante flop di critica e incassi. Nel 2014 co-sceneggia il fantascientifico-d'azione Edge of Tomorrow - Senza domani, adattamento cinematografico della light novel giapponese All You Need Is Kill. Terza collaborazione con Cruise, il film, dopo una partenza in sordina al botteghino, riesce a incassare oltre 370 milioni di dollari in tutto il mondo grazie a critiche positive e all'ottimo passaparola del pubblico. Per la sceneggiatura di Edge of Tomorrow, McQuarrie viene candidato a un Saturn Award e un premio Hugo.
Dopo questo successo la sua carriera si lega a quella di Tom Cruise, con risultati perlopiù positivi: nel 2015 McQuarrie dirige nuovamente il divo in Mission: Impossible - Rogue Nation, quinto capitolo dell'omonima serie cinematografica, che scrive insieme a Drew Pearce. Con oltre 680 milioni di dollari d'incasso, il film diventa l'ottavo maggior successo commerciale dell'anno e il secondo dell'intera saga, tanto da spingere i produttori a riconfermare McQuarrie come regista e sceneggiatore dei capitoli successivi della serie, Mission: Impossible - Fallout, in uscita nel 2018, Mission: Impossible - Dead Reckoning - Parte uno, nelle sale dal 2023, e Mission Impossibile - Dead Reckoning - Parte due, previsto per il 2024. Alternati ai capitoli della saga ci sono il clamoroso flop (più di critica che negli incassi) de La mummia, che chiude già in partenza il progetto del Dark Universe elaborato dalla Universal Pictures., e l'incredibile successo di Top Gun: Maverick, sequel del cult del 1986 che incassa 1,495 miliardi di dollari nel mondo; in entrambi i casi, McQuarrie collabora alla sceneggiatura e Cruise è l'interprete principale.

## Filmografia

### Sceneggiatore

#### Cinema
- Public Access, regia di Bryan Singer (1993)
- I soliti sospetti (The Usual Suspects), regia di Bryan Singer (1995)
- X-Men, regia di Bryan Singer (2000) - non accreditato[18]
- Le vie della violenza (The Way of the Gun), regia di Christopher McQuarrie (2000)
- Operazione Valchiria (Valkyrie), regia di Bryan Singer (2008)
- The Tourist, regia di Florian Henckel von Donnersmarck (2010)
- Jack Reacher - La prova decisiva (Jack Reacher), regia di Christopher McQuarrie (2012)
- Il cacciatore di giganti (Jack the Giant Slayer), regia di Bryan Singer (2013)
- Edge of Tomorrow - Senza domani (Edge of Tomorrow), regia di Doug Liman (2014)
- Mission: Impossible - Rogue Nation, regia di Christopher McQuarrie (2015)
- La mummia (The Mummy), regia di Alex Kurtzman (2017)
- Mission: Impossible - Fallout, regia di Christopher McQuarrie (2018)
- Top Gun: Maverick, regia di Joseph Kosinski (2022)
- Mission: Impossible - Dead Reckoning, regia di Christopher McQuarrie (2023)
- Mission: Impossible - The Final Reckoning, regia di Christopher McQuarrie (2025)

#### Televisione
- NYPD - New York Police Department (N.Y.P.D.) - serie TV, episodio 2x06 (1994)
- Persone sconosciute (Persons Unknown) - serie TV, episodio 1x01 (2010)

### Regista
- Le vie della violenza (The Way of the Gun) (2000)
- Jack Reacher - La prova decisiva (Jack Reacher) (2012)
- Mission: Impossible - Rogue Nation (2015)
- Mission: Impossible - Fallout (2018)
- Mission: Impossible - Dead Reckoning (2023)
- Mission: Impossible - The Final Reckoning (2025)

### Produttore

#### Cinema
- Operazione Valchiria (Valkyrie), regia di Bryan Singer (2008)
- Jack Reacher - Punto di non ritorno (Jack Reacher: Never Go Back), regia di Edward Zwick (2016)
- Mission: Impossible - Fallout, regia di Christopher McQuarrie (2018)
- Mission: Impossible - Dead Reckoning, regia di Christopher McQuarrie (2023)
- Mission: Impossible - The Final Reckoning, regia di Christopher McQuarrie (2025)

#### Televisione
- Persone sconosciute (Persons Unknown) - serie TV, 13 episodi (2010) - produttore esecutivo

## Riconoscimenti
- 1993 – Sundance Film Festival
  - Gran premio della giuria: U.S. Dramatic per Public Access
- 1995 – Chicago Film Critics Association Award
  - Miglior sceneggiatura originale per I soliti sospetti
- 1996 – Premio Oscar[8]
  - Miglior sceneggiatura originale per I soliti sospetti
- 1996 – Premio BAFTA[9]
  - Miglior sceneggiatura originale per I soliti sospetti
- 1996 – Dallas-Fort Worth Film Critics Association Awards
  - Miglior sceneggiatura per I soliti sospetti
- 1996 – Edgar Allan Poe Awards
  - Miglior sceneggiatura per I soliti sospetti
- 1996 – Independent Spirit Awards[10]
  - Miglior sceneggiatura per I soliti sospetti
- 2015 – Saturn Award[27]
  - Candidatura per la miglior sceneggiatura per Edge of Tomorrow - Senza domani
- 2015 – Premio Hugo
  - Candidatura per la miglior rappresentazione drammatica, forma lunga per Edge of Tomorrow – Senza domani
- 2023 – Premio Oscar
  - Candidatura per il miglior film per Top Gun: Maverick
  - Candidatura per la miglior sceneggiatura non originale per Top Gun: Maverick